# Индонезийско-нидерландские отношения
Индонезийско-нидерландские отношения — двусторонние дипломатические отношения между Индонезией и Нидерландами. Между странами сложились особые отношения, основанные на их колониальном взаимодействии на протяжении веков. Нидерланды основали торговый пост Голландской Ост-Индской компании на территории нынешней Индонезии с целью организации Дороги специй, прежде чем колонизировать её как Голландскую Ост-Индию до середины XX века. Индонезия была крупнейшей колонией Нидерландов. В начале XXI века правительство Нидерландов взяло на себя обязательство укреплять отношения с Индонезией, отметив, что экономические, политические и межличностные контакты должны продолжать развиваться.

## История
В 1603 году Голландская Ост-Индская компания начала свою деятельность на территории современной Индонезии, где она военным путём расширяла свои владения. В индонезийской истории были и другие европейские колониальные державы, но именно голландцы сумели закрепиться на архипелаге. В 1800 году Голландская Ост-Индская компания разорилась и в 1826 году Нидерланды захватили архипелаг. После этого начался период борьбы с местными восстаниями, затем для жителей архипелага был введен принудительный труд до 1870 года, а в 1901 году голландцы стали проводить «Этическую политику Нидерландов и национальное возрождение Индонезии», которая включала в себя увеличение инвестиций в образование коренных народов и проведение политических реформ в колонии. Однако, только в XX веке голландское присутствие было распространено на всю территорию современной Индонезии. После окончания японской оккупации Индонезии во время Второй мировой войны Нидерланды предприняли попытку восстановить свое правление, что привело к началу ожесточённой Войны за независимость Индонезии, которая закончилась в декабре 1949 года. Международное давление вынудило голландцев официально признать независимость Индонезии.

## Визиты высокого уровня
В 1970 году президент Индонезии Сухарто совершил официальный визит в Нидерланды, а в 1971 году в Индонезию был совершен визит королевской четы Юлианы и принца Бернарда Липпе-Бистерфельдского. В 1995 году Индонезию посетили королева Беатрикс и принц Клаус фон Амсберг.

## Политические отношения
Отношения между странами были испорчены сепаратистской деятельностью Движения за свободное Папуа. Кроме того, Республика Южно-Молуккских островов также выступила за отделение от Индонезии. Эти события в бывшей колонии оказали влияние на политику Нидерландов в 1970-х и 1980-х годах, которые пытались оказать давление на Индонезию. Политические связи между странами стали натянуты: индонезийские чиновники отказались посещать Нидерланды, так как против них выдвигались обвинения. 
В 2005 году состоялся визит министра иностранных дел Нидерландов Бена Бота в Индонезию по случаю 60-летия со дня независимости, что ознаменовало исторический момент в отношениях между двумя странами. После этого визита отношения между Индонезией и Нидерландами стали развиваться ещё более интенсивно и были укреплены расширением сотрудничества в широком спектре областей.
В 2010 году президент Индонезии Сусило Бамбанг Юдойоно отменил визит в Нидерланды после того, как в этой стране стал подниматься вопрос о выдаче ордера на его арест. Этот шаг был осужден молуккскими про-индонезийскими активистами.

## Экономика и торговля
Нидерланды являются одним из важнейших торговых партнеров Индонезии в Европе. В период с января по сентябрь 2012 года объём товарооборота между странами составил сумму 3,314 млрд. долларов США.

### Оказание помощи
С 1966 по 1992 год Нидерланды оказывали помощь в развитии экономики Индонезии в рамках договоренностей Межправительственной группы по Индонезии. Межправительственная группа по Индонезии была создана в конце 1960-х годов с целью координации потока иностранной помощи в Индонезию, а правительство Нидерландов являлось председателем группы более двух десятилетий в течение 1970-х и 1980-х годов. Однако, в начале 1990-х годов министр по сотрудничеству в целях развития в Нидерландах Ян Пронк стал критиковать внутреннюю политику Индонезии. В ответ в начале 1992 года правительство Индонезии указало, что оно больше не желает участвовать в ежегодных заседаниях Межправительственной группы в Гааге, а также заявило, что выступает за создание Консультативной группы по Индонезии под председательством Всемирного банка.

## Военные связи
Национальная армия Индонезии закупает оружие и экипировку у Нидерландов.

## Культурные отношения
Следы культурного влияния Нидерландов на Индонезию включают в себя заимствованные слова голландского происхождения в индонезийском языке, а также вклад в развитие индонезийской кухни. Однако, некоторые индонезийские блюда также нашли стали присутствовать в нидерландской кухне. Культурные отношения в настоящее время не очень актуальны. Распространение христианства в Индонезии стало результатом деятельности преимущественно голландских миссионеров. В Нидерландах достаточно большая индонезийская диаспора, члены которой создали на территории страны собственные церкви в так называемой «обратной миссионерской миссии», имея в виду деятельность голландских миссионеров в колонии.
Еще одним наследием колониального правления в Индонезии является правовая система, унаследованная от голландцев. В 2009 году министр юстиции Нидерландов Эрнст Хирш Баллин осуществил официальный визит в Индонезию, что было воспринято шагом к реформированию её правовой системы.
На протяжении веков колониальных отношений многие культурные учреждения в Нидерландах, такие как Тропический музей в Амстердаме и Национальный музей этнологии в Лейдене, имеют большие коллекции индонезийских археологических и этнологических артефактов. Оба музея являются ведущими центрами исследований Индонезии в Европе, специализирующиеся на её культуре, истории, археологии и этнографии. Erasmus Huis — это культурный центр Нидерландов, основанный в 1970 году в Джакарте. Целью создания стало сотрудничество между странами для развития искусства и культурных обменов между Индонезией и Нидерландами. Помимо многих выставок, музыкальных представлений и показов фильмов, в аудитории и галерее Erasmus Huis регулярно проводятся лекции по голландской и индонезийской культуре.

## Контрабанда наркотиков и смертная казнь
В январе 2015 года Нидерланды отозвали своего посла после того, как Индонезия проигнорировала их просьбы о помиловании и казнила шестерых заключенных за преступления, связанные с наркотиками, одним из которых являлся гражданин Нидерландов Анг Кием Соей. Министр иностранных дел Нидерландов Берт Кендерс осудил смертный приговор и заявил, что это жестокое и бесчеловечное наказание.